# Molothrus bonariensis
Molothrus bonariensis conocido como tordo renegrido', chamón parásito (Colombia), morajú (Argentina), mirlo (Chile), tordo común (Uruguay), reina Josmary (Venezuela), Chupin y azulãovaquer (Brasil), tordo renegrido y mulata (Paraguay), vaquerita, pájaro vaquero (República Dominicana) y vaquero mirlo (Cuba), es un ave paseriforme  de la familia de los ictéridos que habita en América y también se puede encontrar en España, extendiéndose por casi toda América del Sur, excepto en las selvas tupidas, en las montañas, en Trinidad y Tobago. Aparece en Chile a mediados del siglo XIX aparentemente, cruzando desde Argentina por la zona central. También ha colonizado muchas islas caribeñas, alcanzando Estados Unidos donde se le suele encontrar en Florida meridional. Las poblaciones que habitan zonas más meridionales y septentrionales son parcialmente migratorias.

## Descripción
Los machos miden alrededor de 20 cm de largo y pesan 45 g, son de color negro con un brillo tornasolado. Las hembras miden 19 cm y pesan 31 g, su plumaje es marrón oscuro, más pálido en la zona inferior, con un pico largo y puntiagudo y patas largas y delgadas. Hay una variedad de plumaje negro y la subespecie septentrional M. b. cabanisii de Panamá y el norte de Colombia es más pálida que la especie bonariensis. Los polluelos son como las hembras, pero más veteados en la parte inferior.

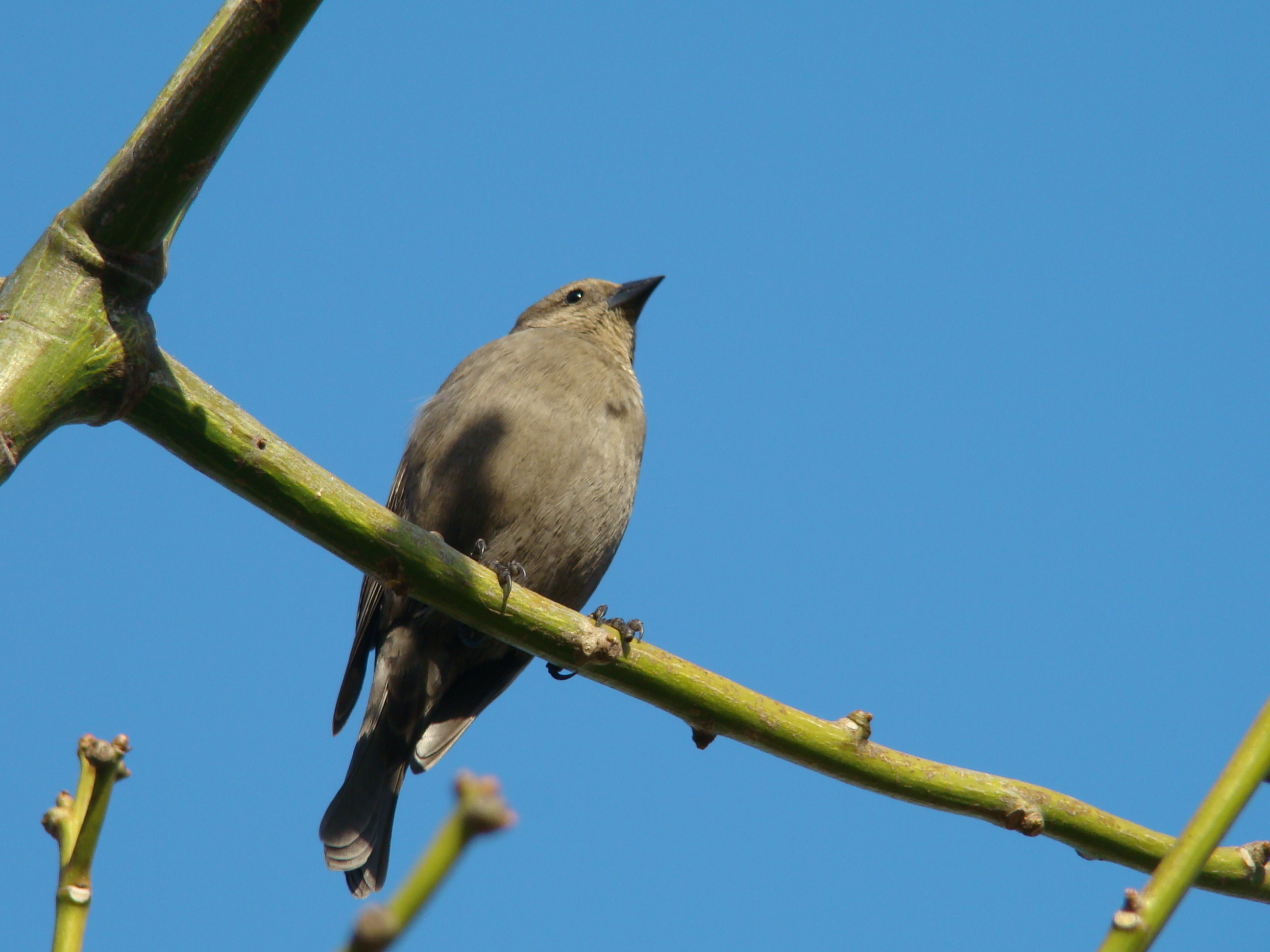
Hembra
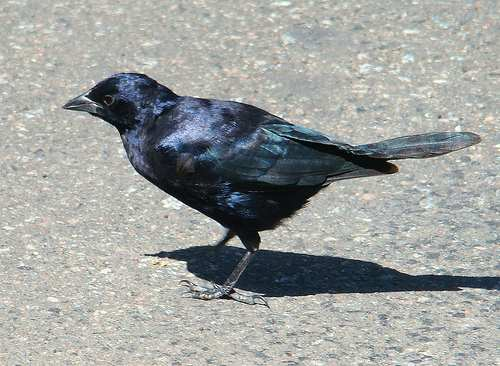
Macho adulto
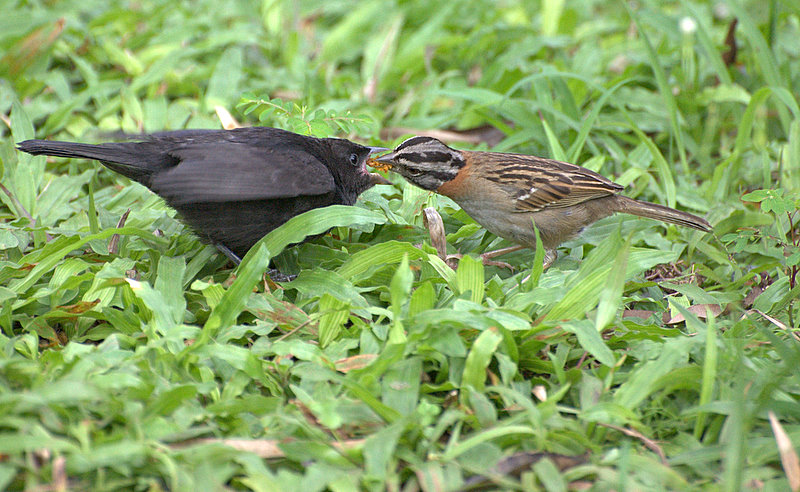
El tordo renegrido es una especie que practica el parasitismo de puesta
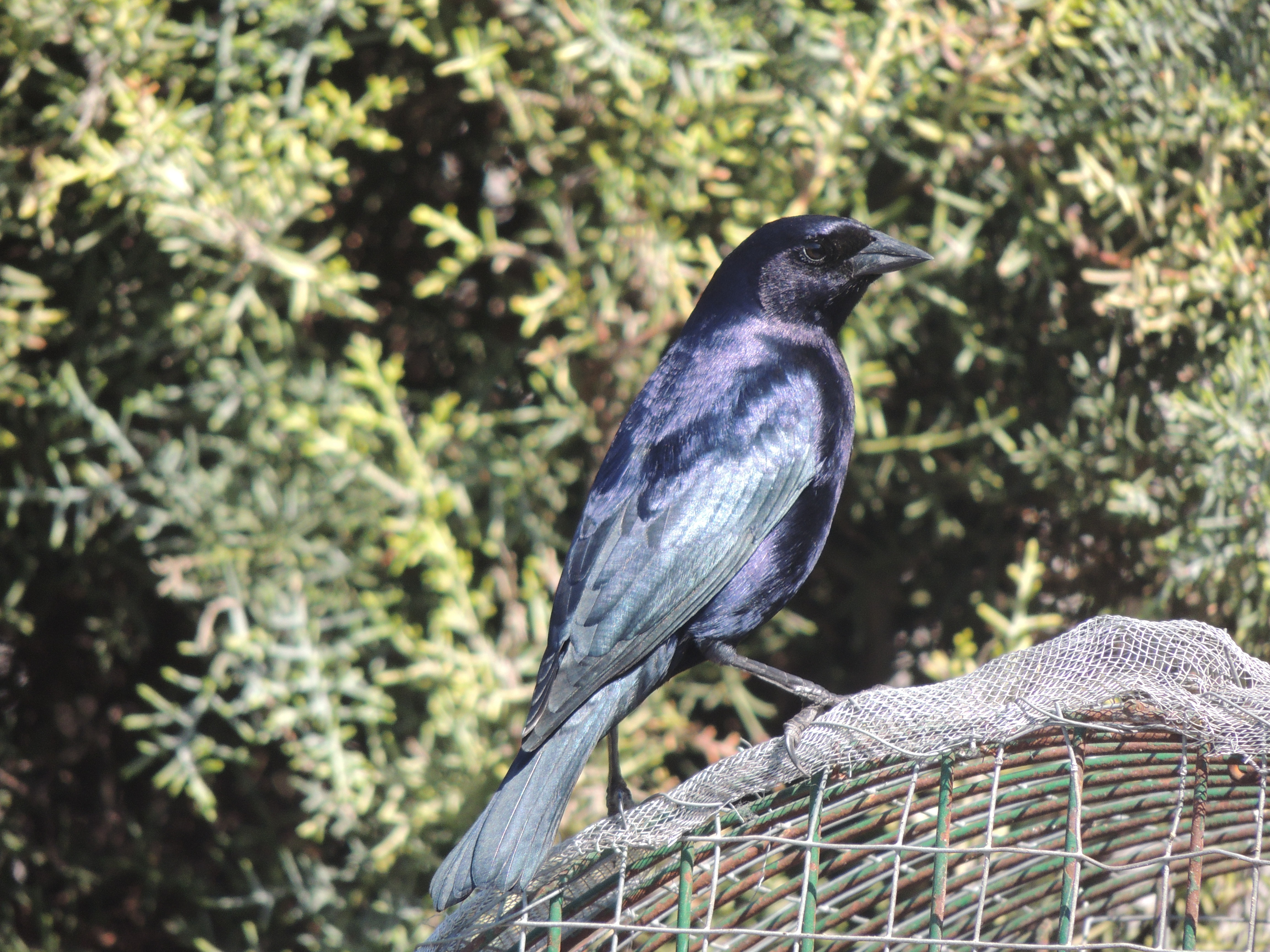
Macho adulto
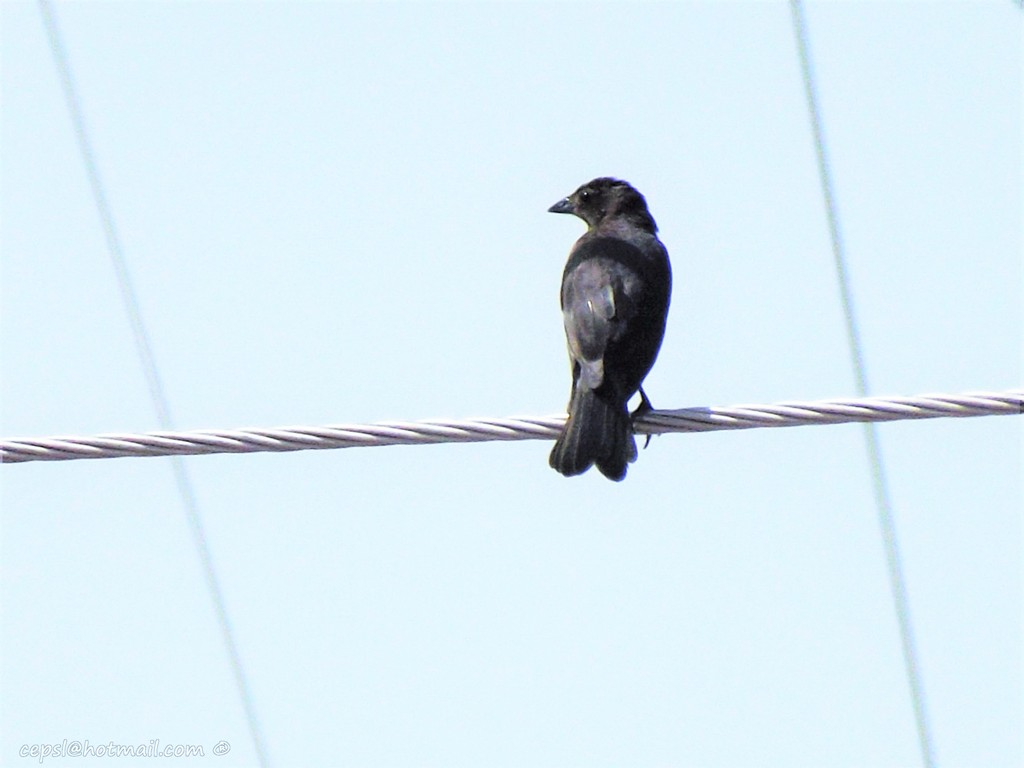
Mirlo o Tordo renegrido en Venezuela
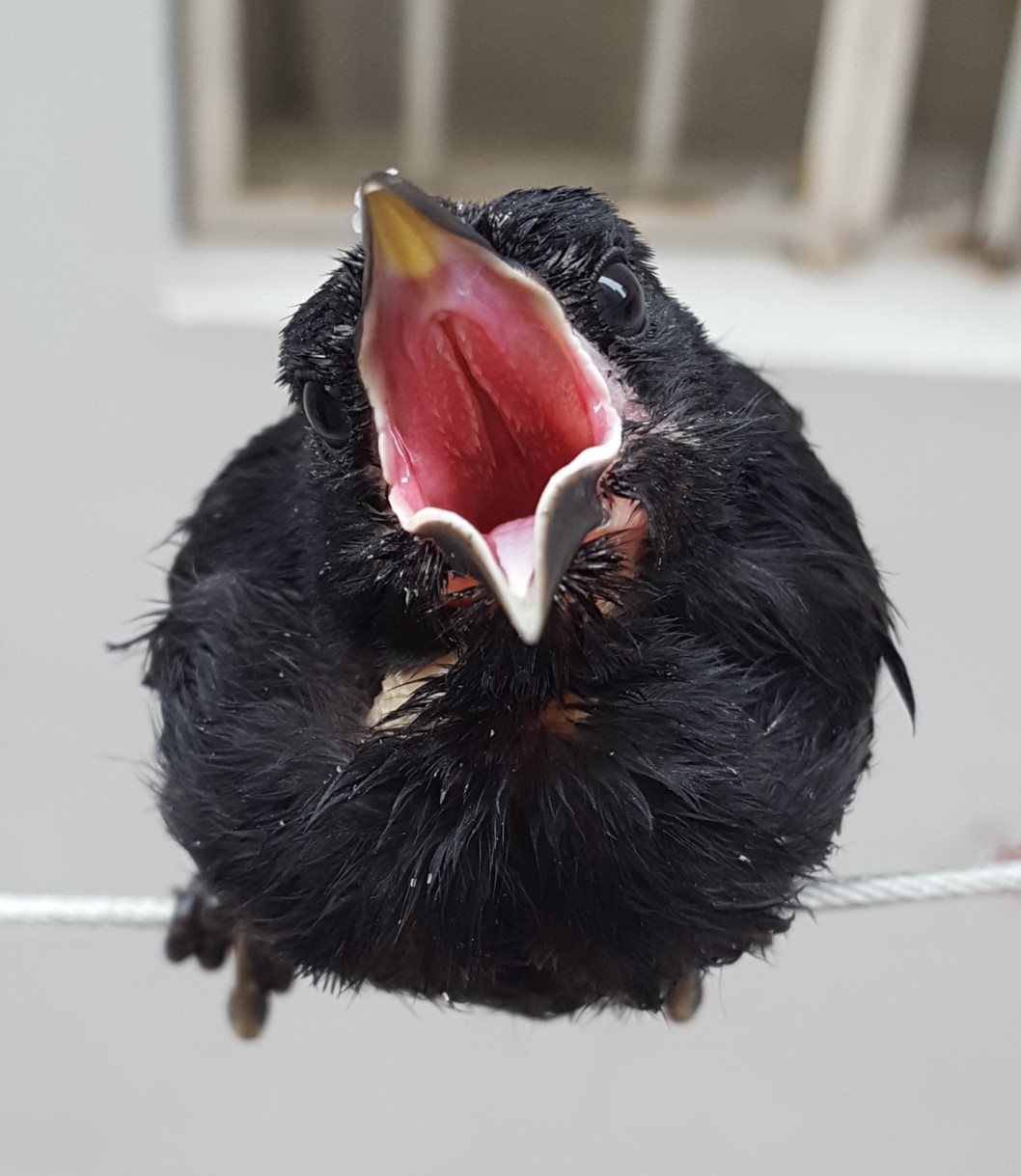
Pichón de tordo
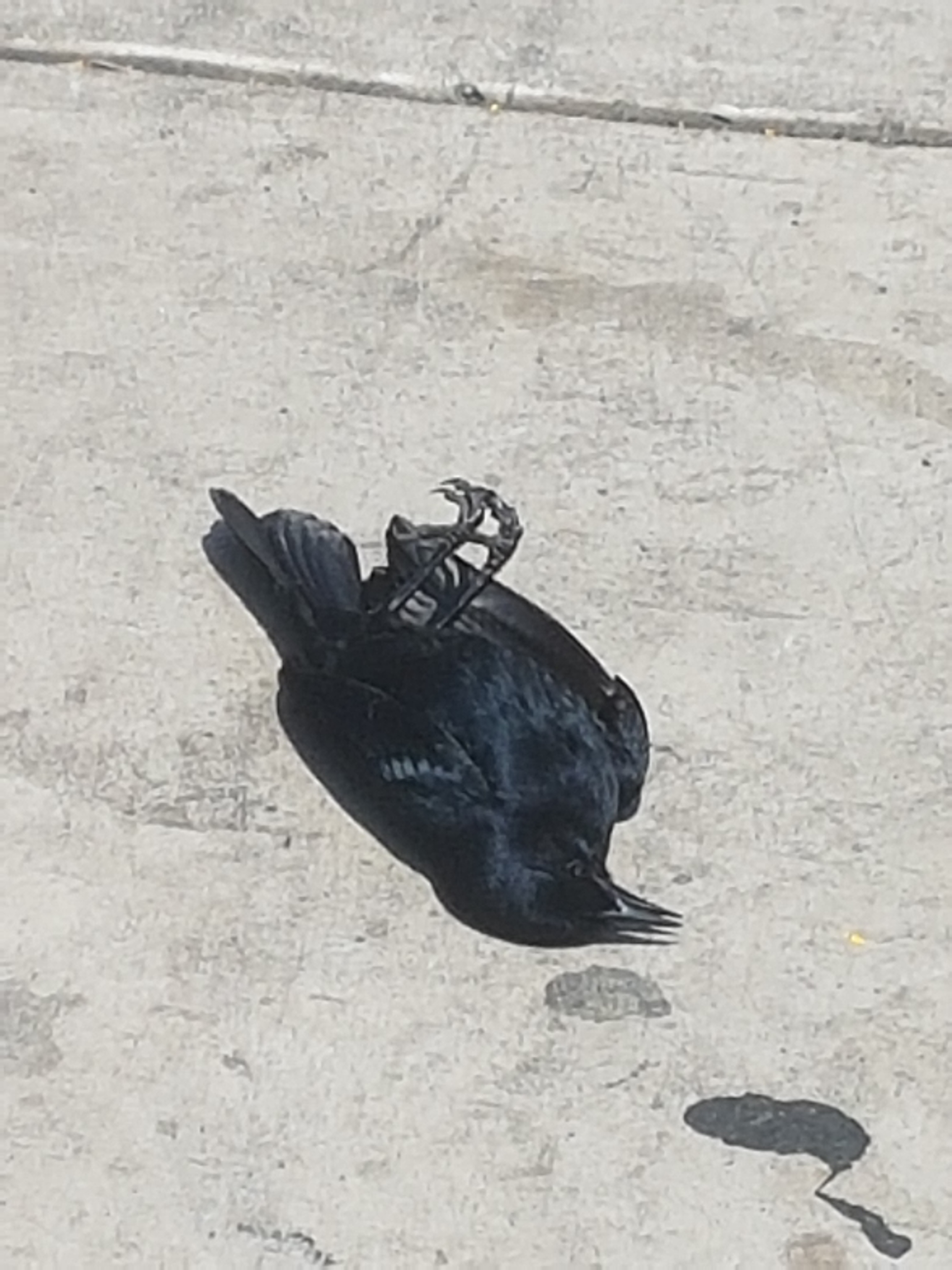
Animal Muerto cerca del Parque de la Reserva

## Comportamiento
Esta abundante y gregaria especie se alimenta principalmente de insectos y semillas, incluido el arroz y el forraje sobre el suelo o posados sobre el ganado.

### Reproducción

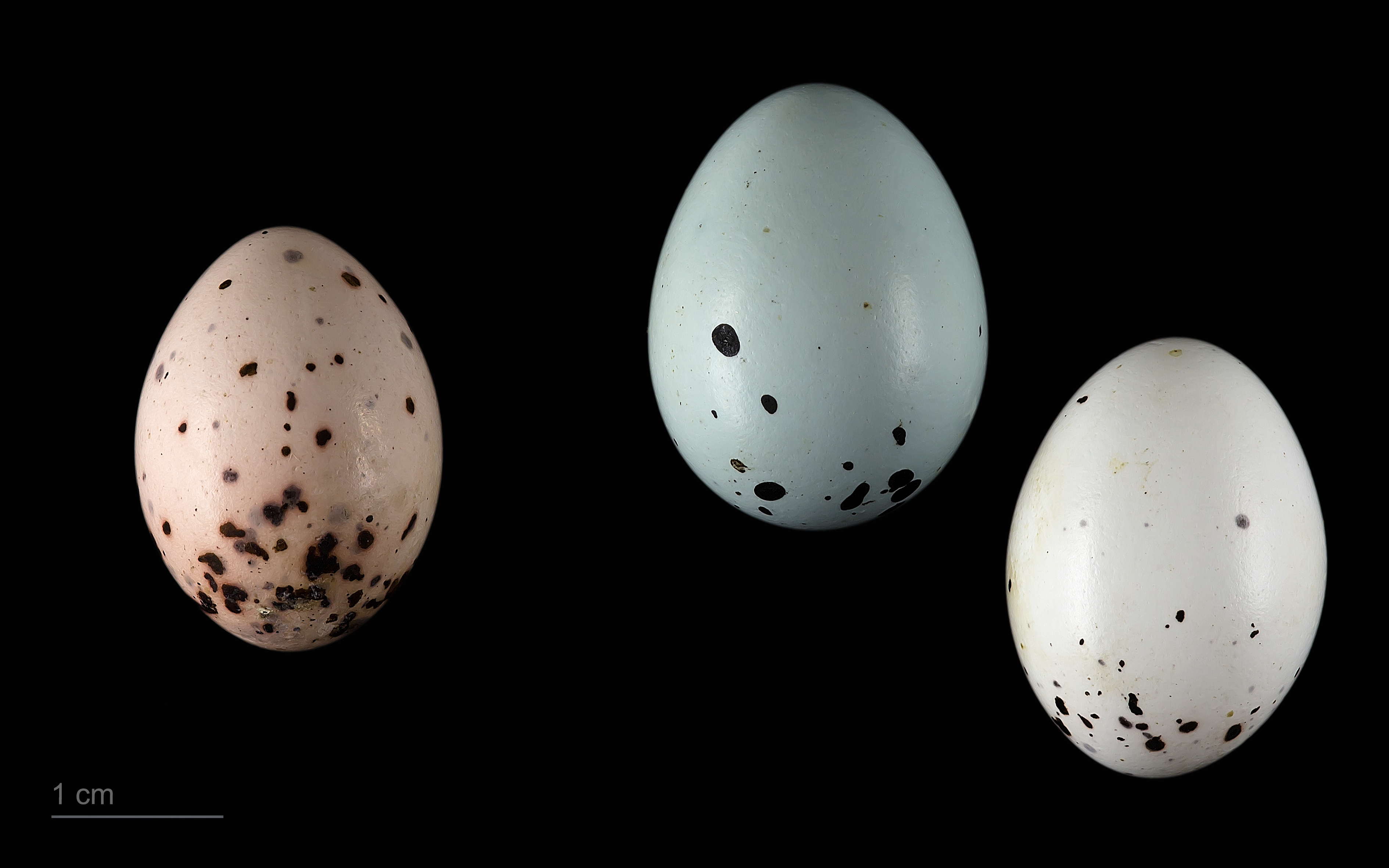
Molothrus bonariensis en un nido de Curaeus curaeus - MHNT

Al igual que otras especies de garrapateros, los tordos no construyen nidos, depositan sus huevos en los de otras muchas especies (Parasitismo de puesta). Los huevos son de dos tipos, blanquecinos y sin manchas o azul pálido o verdes con puntos o manchas oscuras.
En ocasiones destruyen los huevos de sus anfitriones de nido después de haber puesto los suyos. De esta forma los pichones de tordo nacen y son criados por las aves que hicieron el nido, creyendo que son sus crías. Es posible observar, con frecuencia, cómo los pichones de tordo son más grandes que las aves que lo crían. El período de incubación de once a doce días, es más corto que el de la mayoría de las especies anfitrionas y si coexisten con los polluelos de la especie a la que han usurpado el nido, serán estos últimos los que pasen hambre cuando el alimento escasee.